# Tayloria magellanica
Tayloria magellanica là một loài rêu trong họ Splachnaceae. Loài này được (Brid.) Mitt. mô tả khoa học đầu tiên năm 1869.